# Dollar namibien
Le dollar namibien est la devise officielle de la Namibie depuis 1993, il est divisé en cent cents. Il remplace à parité le rand sud-africain, lequel circule conjointement avec cette monnaie.
Son code ISO 4217 est NAD. Son taux de change est attaché au rand sud-africain avec un dollar namibien égal à un rand.

## Histoire
Le dollar namibien est la première monnaie nationale dans l'histoire de la Namibie. De 1920 à 1991, quand le pays s'appelait le Sud-Ouest africain, seule la livre sud-africaine, puis le rand sud-africain, y circulaient. Avant 1920, cette ancienne colonie allemande disposait en théorie d'un monnaie générique à partir de 1884, le mark de l'Afrique du sud-ouest, mais seules  quatre coupures de nécessité furent émises en 1914 (type Kassenschein), et la livre sterling y circula principalement. En 1916-1918, à l'initiative de Theodor Seitz, la chambre de commerce de Windhoek a émis en urgence des coupons de nécessité (Gutschein) libellé en pfennig, imprimés par la librairie Swakopmunder Buchhandlung (de),.
Les pièces frappées à partir de 1993 au nom de la Namibie sont les premières a y avoir été produites spécifiquement.

## Dollar ou mark?
Pendant la phase de planification concernant l’introduction d’une nouvelle monnaie nationale pour remplacer le rand sud-africain, la Banque de Namibie a fait frapper en 1990 une série d’épreuves libellées en dollars et en marks, qui ont été soumises à l'arbitrage du ministère des Finances namibien à Windhoek. Une décision a ensuite été prise en faveur du nom « dollar » pour la nouvelle monnaie.